# Sassafras Mountain
Sassafras Mountain er det højeste bjerg i South Carolina. Sassafras er i Blue Ridge Mountains i Appalacherne.